# ククリ級コルベット
ククリ級コルベット（英語: Khukri-class corvettes）は、インド海軍のコルベットの艦級。インド海軍での計画番号は25型。

## 来歴
老朽化したアルナラ級フリゲート（159型）の更新艦として、まず1983年12月に2隻が発注された。1985年には更に2隻が発注されたが、1990年以降の発注分は発展型の25A型に移行したことから、本級の建造はこの4隻で終了した。

## 設計
本級では国産化が志向されており、艦全体の国産化率は約65%である。設計は基本的に国内で行われており、ソビエト連邦の1159型警備艦（コニ型）を元に船楼を延長したような中央船楼型を採用している。主機関は、フランスの設計によるV型18気筒のSEMT ピルスティク18PA6V 280ディーゼルエンジンを国内でノックダウン生産して搭載している（完成機の輸入という説もある）。船体には非収納式のフィンスタビライザーを備え、艦内には全艦空調設備を有する。
戦術情報処理装置は、イタリア製のIPN-10を国内でライセンス生産して搭載している。主センサーとしては、SバンドのMR-352「ポジティブーE」（NATO名「クロス・ドーム」）対空捜索レーダーを搭載しており、そのアンテナはレドームに収容されてマスト頂部に配置された。またその直前の艦橋構造物頂部には、Xバンドの「ガルプン-E」（NATO名「プランク・シェイブ」）対空・対水上捜索レーダーが配された。
兵装は、同時期に整備されたヴィール級コルベット（1241型大型ミサイル艇のインド仕様）のものがおおむね踏襲されており、船首甲板にAK-176 76mm単装速射砲、その後方両舷にはP-20M「テルミート」（SS-N-2「スティクス」）艦対艦ミサイルの連装発射機を備えている。また防空用としては、艦橋直後両舷にイグラ近接防空ミサイルの有人マウントを、艦中部にAK-630 30mmCIWSを備える。なお、前任のアルナラ級は対潜戦重視の艦であったのに対し、本級はソナーも対潜兵器も備えておらず、対潜戦能力はほぼもたない。ただし、船楼甲板後端部はヘリコプター甲板とされており、ここでALH哨戒ヘリコプターを運用することにより、限定的ながら対潜戦を展開できるようにする計画がある。

## 同型艦
| #   | 艦名                   | 建造所               | 起工            | 進水           | 就役           | 退役            | 母港                 | 状態                                         |
| --- | ---------------------- | -------------------- | --------------- | -------------- | -------------- | --------------- | -------------------- | -------------------------------------------- |
| P49 | ククリ INS Khukri      | マザゴン造船所       | 1985年 9月27日  | 1986年 12月3日 | 1989年 8月23日 | 2021年 12月23日 |                      | グジャラート州ディーウで博物館船として保存中 |
| P46 | クタール INS Kuthar    | マザゴン造船所       | 1986年 9月13日  | 1989年 4月15日 | 1990年 6月7日  |                 | ヴィシャーカパトナム | 就役中                                       |
| P44 | キルパン INS Kirpan    | ガーデンリーチ造船所 | 1985年 11月15日 | 1989年 8月16日 | 1991年 1月12日 | 2023年 7月22日  |                      | ベトナム海軍に譲渡                           |
| P47 | ハンジャル INS Khanjar | ガーデンリーチ造船所 | 1985年 11月15日 | 1989年 8月16日 | 1991年 8月22日 |                 | ヴィシャーカパトナム | 就役中                                       |